# Lavett Bluff
Das Lavett Bluff ist ein felsiges Kliff auf der Südseite der Insel Heard im südlichen Indischen Ozean. Es ragt zwischen dem Deacock- und dem Fiftyone-Gletscher auf.
Vermessen wurde das Kliff 1948 von Teilnehmern der Australian National Antarctic Research Expeditions. Diese benannten es Kap Lavett nach Leutnant John L. Lavett von der Royal Australian Navy, Offizier an Bord der HMAS Labuan, dem Rettungsschiff dieser Forschungsreise. 1964 wurde die Benennung an die eigentliche Natur des Objekts angepasst.